# Tish Daija
Tish Daija (né le 30 janvier 1926 à Shkodër en Albanie et mort le 3 octobre 2004 à Tirana) est un compositeur et joueur albanais de football.

## Biographie
Alumnus du Conservatoire Tchaïkovski de Moscou, il compose le premier ballet albanais, Halili dhe Hajria (Halili et Hajria) qui eut lieu le 13 janvier 1963, qui fut depuis joué plus de 250 fois au Théâtre et Opéra national d'Albanie, un record pour le théâtre albanais. Il a également composé Printemps (« Pranvera »), un opéra albanais.
Daija est également joueur de football dans le championnat albanais, avec le club du KS Flamurtari Vlorë, avant de sérieusement se consacrer à la musique. Il est connu pour avoir terminé meilleur buteur du championnat lors de la saison 1948, avec 11 buts, à égalité avec Zihni Gjinali du KS Dinamo Tirana.
Daija meurt à Tirana en 2004.